# جوربا
جوربا (به اسپانیایی: Jorba) یک منطقهٔ مسکونی در اسپانیا است که در آنیویا واقع شده‌است. جوربا ۳۰٫۹ کیلومتر مربع مساحت دارد.